# Żelichowo (przystanek kolejowy)
Żelichowo – nieczynny przystanek kolejowy w Żelichowie, w powiecie czarnkowsko-trzcianeckim, w województwie wielkopolskim.